# Johann Gottfried Galle
Johann Gottfried Galle (9. lipnja 1812. – 10. srpnja 1910.) je bio njemački astronom koji je sa studentom Heinrichom d'Arrestom u opservatoriju u Berlinu 23. rujna 1846. otkrio planet Neptun.